# Cancéropôle Grand Ouest
Dans le cadre des plans Cancer de lutte contre les cancers, sept cancéropôles labellisés par l'Institut national du cancer (INCa) ont été créés en France métropolitaine. Chacun est un réseau qui associe, dans un cadre régional ou inter-régional, les unités de recherche des organismes (INSERM, CNRS, universités…), les services hospitaliers, ainsi que des acteurs de l'industrie pharmaceutique et des biotechnologies. Le cancéropôle Grand Ouest rassemble plus d'une centaine d'équipes soit un effectif plus de 2 000 personnes, il est présidé par le Pr Loïc Vaillant et dirigé par le Dr Philippe Paul Juin, Directeur du CRCI2NA.

## Présentation
Dans le cas du cancéropôle Grand Ouest, les Régions Bretagne, Centre-Val de Loire et Pays de la Loire sont partenaires et ont choisi de contribuer à son financement. Les structures impliquées sont localisées dans les villes suivantes : Angers, Brest, Le Mans, Nantes, Rennes, Tours et Orléans.
Le cancéropôle Grand Ouest travaille autour de 8 réseaux de recherche et de plates-formes technologiques de support. Il constitue l'un des instruments de rapprochement entre les laboratoires de recherche et les unités cliniques. Il s'agit de favoriser le transfert des connaissances de la recherche fondamentale à la pratique clinique, en incitant les équipes de recherche qui existent dans les différents sites universitaires du Grand Ouest à travailler ensemble, dans un esprit de complémentarité et de mise en réseau de « masses critiques » suffisantes. La finalité est de permettre aux patients de bénéficier plus rapidement des moyens thérapeutiques les plus innovants et les plus adaptés pour le traitement des cancers.

## Évaluation
Dans le cadre des différents plans Cancer, le cancéropôle Grand Ouest a été évalué à plusieurs reprises, comme les six autres cancéropôles, par l'Institut national du cancer (INCa) et l'Agence d'évaluation de la recherche et de l'enseignement supérieur (AERES). La dernière labellisation porte sur la période de 2023 à 2027.